# Miembros permanentes del Consejo de Seguridad de las Naciones Unidas

Los miembros permanentes del Consejo de Seguridad de las Naciones Unidas

Los miembros permanentes del Consejo de Seguridad de las Naciones Unidas (también conocidos como los Cinco Permanentes, los Cinco Grandes o P5) son los 5 Estados soberanos a los que la Carta de la ONU de 1945 otorga un asiento permanente en el Consejo de Seguridad de la ONU: China, Francia, Rusia, Reino Unido y Estados Unidos.
Los miembros permanentes formaron parte de la coalición militar de los Aliados en la Segunda Guerra Mundial (bando vencedor de esa guerra), dichos miembros son todos Estados con armas nucleares. Los 10 miembros restantes del consejo son elegidos por la Asamblea General, lo que da un total de 15 miembros con los que se compone el Consejo. Los 5 miembros permanentes tienen poder de veto, lo que permite a cualquiera de ellos impedir la aprobación de cualquier proyecto de resolución "sustantivo" del Consejo, independientemente de su nivel de apoyo internacional.

## Historia

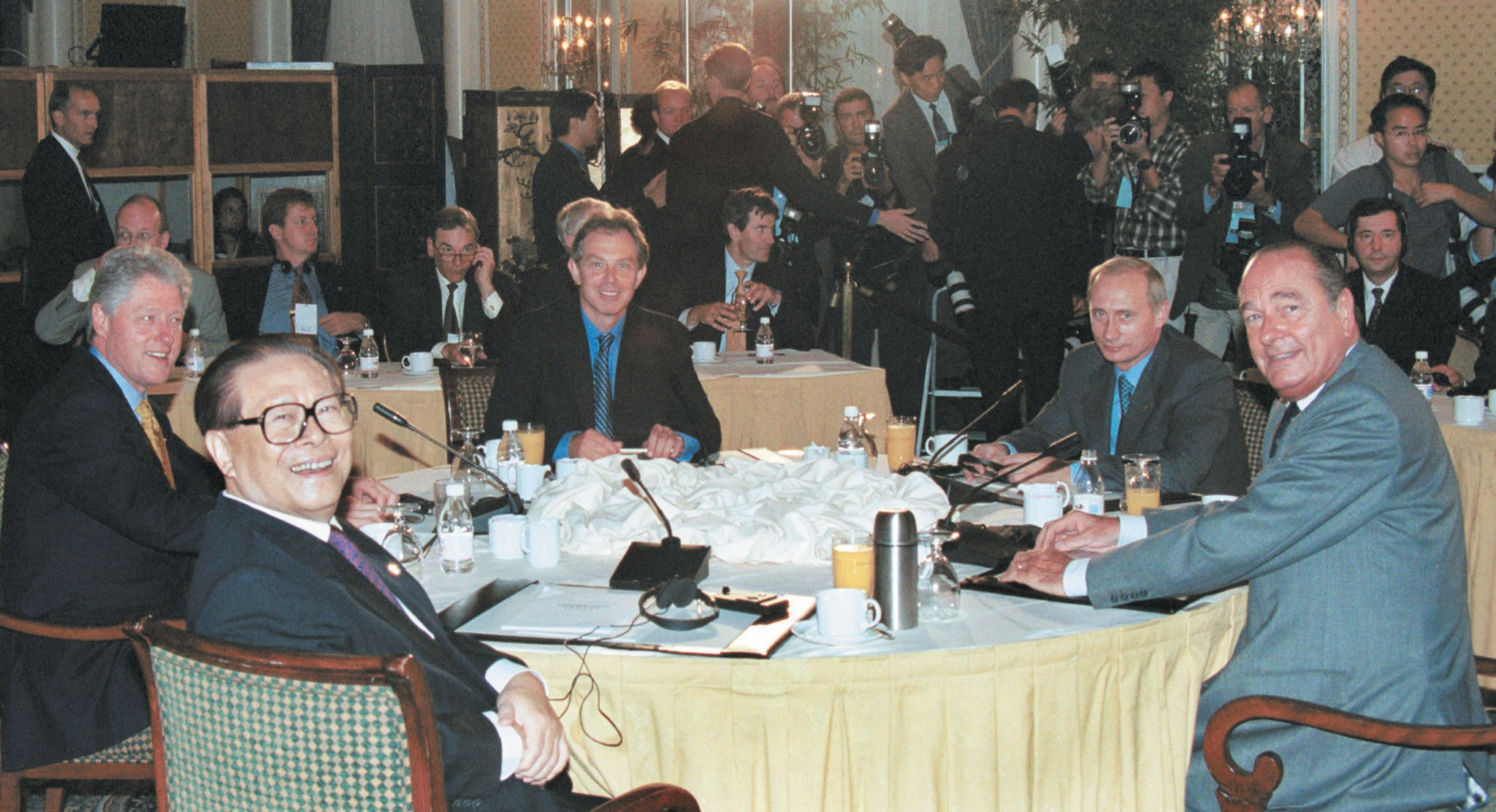
Líderes de los cinco Estados miembros permanentes en una cumbre en 2000. En el sentido de las agujas del reloj desde el frente a la izquierda: el líder supremo chino Jiang Zemin, el presidente estadounidense Bill Clinton, el primer ministro británico Tony Blair, el presidente ruso Vladímir Putin y el presidente francés Jacques Chirac

En la fundación de la ONU en 1945, los 5 miembros permanentes del Consejo de Seguridad eran Francia, la República de China, la Unión Soviética, el Reino Unido y los Estados Unidos. Desde entonces se han producido 2 cambios de puesto, aunque no se han reflejado en el Artículo 23 de la Carta de las Naciones Unidas, ya que no se ha modificado en consecuencia:
- El escaño de China fue ocupado originalmente por el gobierno nacionalista de la República de China. Sin embargo, perdió la guerra civil china y se retiró a la isla de Taiwán en 1949. El Partido Comunista Chino ganó el control de China continental y estableció la República Popular China. En 1971, la Resolución 2758 de la Asamblea General de la ONU reconoció a la República Popular China como representante legal de China en la ONU y le otorgó el puesto en el Consejo de Seguridad que había ocupado la República de China, que fue expulsada por completo de la ONU.[3] Tanto la República de China como la República Popular China continúan reclamando soberanía de jure sobre la totalidad de China (incluido Taiwán).[4] Sin embargo, solo 12 Estados continúan reconociendo oficialmente a la República de China como el único gobierno legítimo de China.

- Después de la disolución de la Unión Soviética en 1991, Rusia fue reconocida como el Estado sucesor legal de la Unión Soviética y mantuvo la posición de esta última en el Consejo de Seguridad.

Los cinco miembros permanentes del Consejo de Seguridad fueron las potencias victoriosas en la Segunda Guerra Mundial y han mantenido las fuerzas militares más poderosas del mundo desde entonces. Anualmente encabezan la lista de países con los mayores gastos militares. En 2011, gastaron más de 1 billón de dólares estadounidenses combinados en defensa, lo que representa más del 60% de los gastos militares mundiales (solo EE. UU. representa más del 40%). También son 5 de los 6 mayores exportadores de armas del mundo (junto con Alemania), y son las únicas naciones oficialmente reconocidas como "Estados con armas nucleares" en virtud del Tratado de No Proliferación Nuclear, aunque hay otros Estados que se sabe o se cree que están en posesión de armas nucleares.

## Poder de veto
El "poder de veto" se refiere al poder de veto ejercido únicamente por los miembros permanentes, lo que les permite evitar la aprobación de cualquier proyecto de resolución "sustantivo" del Consejo, independientemente del nivel de apoyo internacional al proyecto. El veto no se aplica a los votos de procedimiento, lo cual es significativo en el sentido de que los miembros permanentes del Consejo de Seguridad pueden votar en contra de un proyecto de resolución "de procedimiento", sin necesariamente bloquear su aprobación por el consejo.
El veto se ejerce cuando cualquier miembro permanente, el llamado "P5", emite un voto "negativo" sobre un proyecto de resolución "sustantivo". La abstención o ausencia de la votación de un miembro permanente no impide la adopción de un proyecto de resolución.

## Expansión

Las naciones del G4

Ha habido propuestas que sugieren la introducción de nuevos miembros permanentes. Los candidatos que se mencionan habitualmente son Brasil, Alemania, India y Japón. Estas naciones comprenden el grupo conocido como G4, que se apoyan mutuamente en las ofertas de puestos permanentes.
Este tipo de reforma ha sido tradicionalmente opuesto por el grupo Unidos por el Consenso, que está compuesto principalmente por naciones que son rivales regionales y competidores económicos del G4. El grupo está liderado por Italia y España (contra Alemania), México, Colombia y Argentina (contra Brasil), Pakistán (contra India) y Corea del Sur (contra Japón), además de Turquía, Indonesia y otros. Desde 1992, Italia y otros miembros del consejo han propuesto escaños semipermanentes o ampliar el número de escaños temporales.
La mayoría de los principales candidatos a la membresía permanente son elegidos regularmente en el Consejo de Seguridad por sus respectivos grupos. Japón fue elegido por 11 mandatos de 2 años, Brasil por 10 mandatos, Alemania por 3 mandatos e India por 8 mandatos.
En 2013, los miembros P5 y G4 del Consejo de Seguridad de la ONU representaron 8 de los 10 presupuestos de defensa más grandes del mundo, según el Instituto Internacional de Investigación para la Paz de Estocolmo (SIPRI).
En 2024, Estados Unidos propone la creación de dos puestos permanentes en el Consejo de Seguridad para los países africanos, en caso de ampliación del Consejo de Seguridad.